# Índice de liquidez
Os índices de liquidez são razões entre determinadas variáveis contábeis de uma empresa que visam fornecer um indicador da capacidade da empresa de pagar suas dívidas, a partir da comparação entre os direitos realizáveis e as exigibilidades. No geral, a liquidez decorre da capacidade de a empresa ser lucrativa, da administração de seu ciclo financeiro e das suas decisões estratégicas de investimento e financiamento. Em outras palavras, o cálculo dos índices de liquidez iniciam com a comparação entre os direitos e as obrigações da empresa, com objetivo de identificar o grau de liquidez empresarial a partir da sua administração (ciclo financeiro e lucratividade).
Tais índices “são utilizados para avaliar a capacidade de pagamento da empresa, isto é, constitui uma apreciação sobre se a empresa tem capacidade para saldar seus compromissos. Essa capacidade de pagamento pode ser avaliada, considerando: longo prazo, curto prazo ou prazo imediato.” Para Matarazzo (2003, p. 163 - 164) “este índice não pode ser confundido com índice de capacidade de pagamento, pois os índices de liquidez não são extraídos do fluxo de caixa que comparam as entradas com as saídas de dinheiro”. Observa-se na apreciação do Matarazzo uma preocupação em esclarecer que os índices de liquidez não podem ser considerados como aqueles que medem a capacidade de pagamento de uma empresa, uma vez que não são extraídos das entradas e saídas de caixa (fluxo de caixa). O autor esclarece que se os índices de liquidez apresentam um resultado bom, isso não pode ser entendido ‘definitivamente’ como uma condição de pagamento, pois é preciso analisar qualitativamente as contas e os ciclos destas para identificar seus prazos, giros e condições. Os índices desse grupo são um sinalizador da sua capacidade de pagamento, demonstrando a situação financeira da empresa. Mostram a relação entre o caixa e outros ativos em comparação com os seus passivos em uma associação lógica.

## Liquidez Imediata
Este quociente relaciona o disponível em determinado momento com o passivo corrente. Com afirmação de Assaf Neto (2007, p. 190): Revela a porcentagem das dívidas a curto prazo (circulante) em condições se serem liquidadas imediatamente. Esse quociente é normalmente baixo pelo pouco interesse das empresas em manter recursos monetários em caixa, ativo operacionalmente de reduzida rentabilidade. Diante da afirmação do autor, pode-se constatar que a liquidez imediata relata a quantia que a empresa dispõe para pagar suas dívidas de curto prazo.
Segue abaixo a fórmula: Disponibilidades / PC = Índice de Liquidez Imediata

## Liquidez Corrente
Segundo Iudícibus (2007, p. 91): Este quociente relaciona quantos reais dispomos, imediatamente, disponíveis e conversíveis em curto prazo em dinheiro, com relação às dívidas de curto prazo. É um índice muito divulgado e frequentemente considerado como o melhor indicador da situação de liquidez da empresa. É preciso considerar que no numerador (AC) estão incluídos itens tão diversos como: disponibilidade, valores a receber a curto prazo, estoques e certas despesas pagas antecipadamente. No denominador (PC), estão incluídas as dívidas e obrigações vencíveis a curto prazo. Com tal afirmação, pode-se concluir que a liquidez corrente relaciona quanto que a empresa tem disponível e quanto que ela pode converter para pagar suas dívidas a curto prazo.
Segue abaixo a fórmula:
Ativo Circulante / Passivo Circulante = Índice de Liquidez Corrente

## Liquidez Seca
O índice de liquidez seca objetiva calcular a capacidade de pagamento empresarial desconsiderando os seus estoques. Para Gitman e Madura (2003, p. 195): “O índice seco (quociente ácido) é parecido com o índice de liquidez de curto prazo, exceto por excluir o estoque, em geral é o ativo circulante de menor liquidez.” Entende-se que o índice de Liquidez Seca serve para verificar a tendência financeira da empresa em cumprir, ou não, com as suas obrigações a curto prazo, mas desconsiderando os seus estoques, pois estes podem ser obsoletos e não representar a realidade dos saldos apresentados no Balanço contábil. É importante também observar que se a empresa possui um estoque muito elevado, os analistas ou investidores vão considerar que não existem políticas adequadas de compras e vendas.
Segue abaixo a fórmula: (Ativo Circulante - Estoques) / Passivo Circulante = Índice de Liquidez Seca

## Liquidez Geral
Indica a liquidez econômica em longo prazo. Assaf Neto, (2007, p. 191) afirma que, “Esse indicador revela a liquidez, tanto a curto como a longo prazo. De cada $ 1 que a empresa tem de dívida, o quanto existe de direitos e haveres no circulante e no realizável a longo prazo.” Com o relato do autor, entende- se que esse índice aponta quanto a empresa possui em dinheiro, bens e direitos realizáveis a curto e longo prazo. É relevante esclarecer que esses índices são globais, que existe um fator muito importante a ser considerado, quando se avalia a capacidade de pagamento que é a estrutura de prazos (prazos de recebimentos e pagamentos) e do ciclo operacional. Exemplo: um supermercado compra a prazo e vende quase tudo à vista. A mera comparação entre ativo e passivo pode assustar o investidor, mas será um susto infundado: esses números são normais no setor, pois os estoques giram com muita rapidez e os fornecedores são pagos em dia, geralmente. Já nas indústrias de alimentos, a compra e a venda são a prazo. Por isso, é necessário ter-se uma ideia dos prazos médios de pagamento no setor da empresa analisada e o peso do giro dos estoques, para analisar convenientemente a liquidez da empresa.
Segue abaixo a fórmula: (AC + ARLP) / (PC + PNC) = Índice de Liquidez Geral
AC = Ativo Circulante

ARLP = Ativo Realizável a Longo Prazo

PC = Passivo Circulante

PNC = Passivo Não Circulante = Passivo Exigível a Longo Prazo = PELP

PC + PNC = Passivo Exigível

PC + PELP = Passivo Exigível